# Чаплинский поселковый совет (Васильковский район)
Чаплинский поселковый совет (укр. Чаплинська селищна рада) — входит в состав
Васильковского района
Днепропетровской области
Украины.
Административный центр поселкового совета находится в 
пгт Чаплино.

## Населённые пункты совета
- пгт Чаплино
- с. Журавлинка
- с. Касаево
- с. Петриково
- с. Ровное